# Бягство (филм, 2013)
„Бягство“ (на английски: Getaway) е американски екшън филм, копродукция на България и Великобритания с участието на Итън Хоук и Селена Гомес в главните роли. Режисьори са Кортни Соломон и Йорън Леви, сценаристи – Шон Финеган и Грег Максуел Паркър, филмът се разпространява от Warner Bros.. Автор на музиката е Джъстин Кейн Барнет. Въпреки че първоначално се говори, че филмът ще бъде римейк на „Бягството“ от 1972 година със Стив Маккуин, след това е обявено, че все пак това ще бъде оригинална история.
Филмът е пуснат в САЩ на 26 август 2013 година.

## Сюжет
Внимание:  Текстът по-долу разкрива сюжета на произведението (или части от него)!
Отчасти заснет в България криминалният филм с Итън Хоук и Селена Гомез разказва за изморения от живота автомобилен състезател Брент Магна, който открива, че съпругата му е била отвлечена от мистериозна престъпна група. Единственият начин тя да бъде спасена е ако Брент застане отново зад волана и изпълнява заповедите на тайнствен мъж (в ролята Джон Войт), който следи всеки негов ход.
В неволен партньор на състезателя се превръща младата хакерка ”Детето”, която благодарение на знанията си му помага в изпълняването на задачите. Наблюдавани постоянно от монтирани в колата камери Брент и младото момиче трябва да намерят начин да се справят с похитителите и да открият отвлечената жена преди да е станало твърде късно.

## Актьорски състав
| Изпълнител         | Роля                   |
| ------------------ | ---------------------- |
| Итън Хоук          | Брент Магна            |
| Селена Гомес       | Хлапето                |
| Джон Войт          | почитателят            |
| Брус Пейн          | известният             |
| Пол Фриймън        | мъжът                  |
| Ребека Бъдиг       | Лин                    |
| Калоян Воденичаров | Head Valet             |
| Велизар Пеев       | Valet Thug             |
| Велислав Павлов    | Henchman #2            |
| Деян Ангелов       | Henchman #3            |
| Ивайло Герасков    | детектив               |
| Димо Алексиев      | Henchman #1            |
| Данко Йорданов     | шофьор на автомобил    |
| Пийуии Пиемонт     | Valet Thug             |
| Естебан Куето      | Valet Thug             |
| Кирил Тодоров      | шофьор на БМВ          |
| Георги Димитров    | шофьор на БМВ          |
| Теодор Цолов       | шофьор на БМВ          |
| Калин Керин        | шофьор на БМВ          |
| Ивайло Димитров    | шофьор на БМВ          |
| Мария Бобева       | новинар №2             |
| Скот Бътлър        | български полицай      |
| Гейб Ластман       | VIP Club Goer          |
| Лена Милан         | Police Dispatch (глас) |
| Силвия Рангелова   | новинар №1             |

## Производство
Снимките започват през май 2012 година в София, България. Снимките продължават в Атланта, щат Джорджия, през септември 2012 година.